# タイミー
株式会社タイミー（英: Timee,Inc.）は、東京都港区東新橋（汐留）に本社を置く日本の企業。スキマバイトサービスの「タイミー」を運営するほか、地方で「働く」体験を通じて第二の故郷を見つけられるサービス「タイミートラベル」、長期就業を支援する「タイミーキャリアプラス」の運営も行う。

## 概要
当時大学生だった小川嶺が作成したスマートフォンアプリであり、アルバイトの新しい働き方としてTBS系列の番組『がっちりマンデー』などで紹介された。サービスの特徴として、面接及び登録会の参加なしで自分の働きたい場所ですぐ働けるという仕組みが取り入れられている。また他社に比べ飲食店の求人が特に多い。また、勤務終了後すぐに賃金が振り込まれる点が人気の理由となっている。

## 沿革
- 2018年（平成30年）
  - 8月2日 - スキマバイトアプリ「タイミー」iOS版配信・サービス開始[ps 1]
  - 8月10日 - 藤田ファンドなどから総額3億円の資金調達[ps 2]
- 2019年（平成31年、令和元年）
  - 4月23日 - 「タイミートラベル」の前身のサービスである「ただ旅」のベータ版を提供開始[ps 3]
  - 6月11日 - セブン銀行と業務提携。リアルタイム振込サービスを開始[7]
  - 9月2日 - 「タイミー」Android版の提供開始[ps 4]
  - 10月3日 - 「タイミートラベル」がアプリとして正式リリース[8][ps 5]
  - 10月31日 - シリーズBラウンドとして20億円を資金調達[9]
  - 11月25日 - 橋本環奈を起用したTVCMが放映開始[ps 6]
- 2020年（令和2年）
  - 4月9日 - QRコードによる雇用契約締結・出退勤管理の仕組みについて特許取得[ps 7]
  - 5月19日 - デリバリーサービス「タイミーデリバリー」の提供開始[ps 8] ＊現在はサービス終了
  - 7月13日 - 本社オフィスを池袋に移転[ps 9]
  - 9月14日 - シリーズCラウンドとして13.4億円を資金調達[10]
- 2021年（令和3年）
  - 2月1日 - 「ギグワーク研究所」設立[ps 10]
  - 7月15日 - オウンドメディア「ギグラボ」をリリース[ps 11]
  - 8月25日 - 「タイミートラベル」アプリ版の提供終了　WEB版の提供開始
  - 9月15日 - シリーズDラウンドとして53億円を資金調達[ps 12]
  - 11月30日 - 「ギグワーク研究所」が「スポットワーク研究所」に、オウンドメディア「ギグラボ」が「タイミーラボ」に名称変更[ps 13]
- 2022年（令和4年）
  - 8月10日 - タイミーの累計ワーカー数が300万人を突破[ps 14]
  - 11月16日 - 183億円の資金調達を実施[11]
  - 12月1日 - 群馬県と業務提携契約を締結[ps 15]
- 2023年（令和5年）
  - 1月11日 - タイミーの累計ワーカー数が400万人を突破[12]
  - 1月31日 - JリーグクラブFC東京とクラブスポンサー契約を締結[13]
  - 3月7日 - 岐阜県下呂市と業務提携に関する協定を締結[ps 16]
  - 3月16日 - 本社オフィスを汐留に増床移転[14]
  - 5月22日 - 「アルバイトが全員スポットワーカー」新コンセプトの居酒屋開店[15]
  - 6月28日 - タイミーの累計ワーカー数が500万人を突破[ps 17]
  - 8月9日 - 山形県と業務違約契約を締結[16]
  - 9月25日 -  総額130億円の資金調達を実施[17]
  - 10月3日 -  マシンガンズのレギュラーラジオ始動[18]
  - 10月23日 - タイミーの累計ワーカー数が600万人を突破[19]
  - 12月14日 - 働き手のスキルや実績を可視化する「バッジ機能」を追加[20]
- 2024年（令和6年）
  - 2月8日 - 「働きがいのある会社」ランキングで中規模部門 12位にランクイン[21]
  - 2月21日 - 物流大手の4社が新たに資本参画[22]
  - 2月22日 - 新規事業「タイミーキャリアプラス」を開始[23]
  - 2月22日 - タイミーの累計ワーカー数が700万人を突破[24]
  - 3月28日 - 小樽市と労働力確保・関係人口創出に関する連携協定を締結[25]
  - 4月23日 - タイミー上に「アルムナイ機能」を新たに実装[26]
  - 7月26日 - 東京証券取引所グロース市場に上場[2][27]
- 2025年（令和7年）8月6日 - 単発アルバイトマッチングサイト「Sukima Works」を運営するスキマワークスを買収することを発表[28]

## サービス
スキマバイトサービス「タイミー」
タイミー（英:Timee）とは、日本でサービスを提供しているスキマバイトサービスである。2018年8月10日にiOS版が、2019年9月2日にAndroid版が配信開始となった。類似のアプリとしては
シェアフル、スポットバイトル、メルカリハロなど。
働き手は、本人確認書類をアプリ上で登録した後は、面接や履歴書を必要とせず、自分の働きたい場所ですぐ働け、勤務終了後すぐに報酬を受け取れるという仕組みが取り入れられている。一方事業者側にとっては、働き手に来て欲しい時間や求めるスキルを設定するだけで、条件にあった働き手が自動的にマッチングするサービスである。2024年2月時点の累計登録者は約700万人、会社員/学生が共に3割である。また、利用企業も9万８千社におよぶ。
創業者である小川嶺が起業を志したきっかけが、祖父の死を契機に「時間が有限である」ことに自覚的になったことであることから、社名、サービス名は「時間（=Time）」に由来している。
サービス開始当初は、社名、サービス名ともに「Taimee」表記であった。（読み方は「タイミー」。）2019年に現在の「Timee」に表記変更をしている。
キャラクター名はタイミン。
法律上は有料職業紹介事業の枠組みでサービスの提供がなされている。有料職業紹介事業の許可番号は「13-ユ-311381」である。
タイミートラベル
タイミートラベルとは、地方で「働く」体験を通じて、第二の故郷を見つけられるサービスである。地方での仕事や生活を体験したい人と、人手やスキルが欲しい地方の事業者のマッチングを行う。働き手は、地方での仕事や生活の体験を通じて、滞在費を賄いながら第二の故郷を見つけることができる。事業者は、繁忙期の人手不足やスキルを要する課題を解決することができる。
2019年4月23日、「ただ旅」がサービスベータ版としてローンチ。同年10月3日に「タイミートラベル」と名称を変え、アプリの提供を開始した。現在はアプリ版はクローズし、WEB版でのサービス提供となっている。
タイミーキャリアプラス
タイミーキャリアプラスとは、資格や経験等の有無に関わらず、ワーカーが挑戦したい仕事ができるようになるための機会を提供するサービス。2024年2月22日にローンチした。
ワーカーがタイミーを使用して働いた勤務実績やスキルが可視化され、タイミーから正社員求人が紹介される。紹介された職場で体験勤務を行い、企業と求職者の意向がマッチすると、正式に正社員として雇用される仕組みになっている。正社員として雇用されれば、タイミーは人材紹介料として、紹介先の企業から想定年収の30％を受け取る。

## トラブル

### 愛知県知事リコール署名偽造事件に関わるトラブル
2020年（令和2年）8月25日から同年11月にかけて実施された愛知県知事の大村秀章に対するリコール運動において集められた署名の中に、偽造が疑われるものがあった。これに関連して、当該偽造に協力するアルバイトの募集のために用いられた求人媒体等の一つに、タイミーがあったと一部SNSにて指摘された。同社はこれに関して謝罪の声明文を掲出している。

### 闇バイト疑惑がある求人情報を巡っての批判
2024年（令和6年）11月7日、深夜に猫を探す求人募集が掲載された。この求人情報は報酬が高額であったことや情報漏洩防止の為に携帯電話や荷物を預かる旨の記載などがあったことから、「闇バイトではないか」との指摘と同時に「求人内容や事業者に対する審査が甘いのではないか」との批判がSNSや識者の間であがった。これを受けて、タイミーや同社CEOの小川嶺は該当の求人募集を削除した上で謝罪すると共に利用者に対して怪しい求人を見かけた際は同社に通報するように呼び掛けた。
2024年12月6日、タイミーは前述の批判を受けて、求人内容確認の強化や働き手の個人情報保護などを主とするサービス不正利用防止対策を発表した。

### 清掃作業中に体調不良で死亡
2025年6月21日、JR東日本幕張車両センターで、屋外に留置中の車両の清掃作業を行っていた男性作業員が、作業中に体調不良を訴え、3日後の6月24日に死亡した。この男性は、委託先のグループ企業であるJR千葉鉄道サービスの再委託先の会社が、タイミーを通じて募集し採用していた。千葉労働基準監督署が、事故と死亡との因果関係を調査している。

### 一次資料
1. ↑  “『すぐ働けて、すぐお金がもらえる』ビジネスモデル特許出願中のワークシェアリングアプリ「Taimee（タイミー）」を8月2日より提供開始”. プレスリリース・ニュースリリース配信シェアNo.1｜PR TIMES (2018年8月2日). 2023年7月20日閲覧。
2. ↑  “今すぐ働けて、今すぐお金がもらえる「タイミー」が藤田ファンドなどから総額3億円の資金調達を実施”. プレスリリース・ニュースリリース配信シェアNo.1｜PR TIMES (2019年1月10日). 2023年7月20日閲覧。
3. ↑  “「GWに無料で旅行に行くことができる？！」株式会社タイミーの新サービス”ただ旅”ベータ版が提供開始。｜ニュース｜株式会社タイミー(Timee,Inc.)”. corp.timee.co.jp (2019年4月23日). 2023年7月20日閲覧。
4. ↑  “すぐに働けて、すぐにお金がもらえるワークシェアアプリのタイミーが9月2日（月）よりAndroid版をリリース”. プレスリリース・ニュースリリース配信シェアNo.1｜PR TIMES (2019年9月2日). 2023年7月20日閲覧。
5. ↑  “地方で約一週間、働きながら現地の生活を体験できる。当選倍率50倍を超えた幻企画「タイミートラベル」がアプリとして正式リリース。”. プレスリリース・ニュースリリース配信シェアNo.1｜PR TIMES (2019年10月3日). 2023年7月20日閲覧。
6. ↑  “橋本環奈さんがスキマ時間のアルバイトにチャレンジ！今話題のスキマバイトアプリ「タイミー（Timee）」、初のTVCMを放映”. japan.cnet.com. 2023年7月20日閲覧。
7. ↑  ASCII. “タイミーの「QRコードによる雇用契約締結・出退勤管理の仕組み」が特許取得”. ASCII.jp. 2023年7月20日閲覧。
8. ↑  “お店の人が店頭価格でデリバリーをしてくれる「タイミーデリバリー」のβ版をリリース”. プレスリリース・ニュースリリース配信シェアNo.1｜PR TIMES (2020年5月19日). 2023年7月20日閲覧。
9. ↑  “株式会社タイミー、東京本社オフィスを増床移転”. プレスリリース・ニュースリリース配信シェアNo.1｜PR TIMES (2023年3月16日). 2023年7月20日閲覧。
10. ↑  “スキマバイトアプリのタイミーが「ギグワーク研究所」を設立 求職者・求人者双方が安心安全に働ける環境整備を目指す”. プレスリリース・ニュースリリース配信シェアNo.1｜PR TIMES (2021年2月1日). 2023年7月20日閲覧。
11. ↑  “タイミーが「ギグワーク」に関する情報発信メディア「ギグラボ」をオープン”. プレスリリース・ニュースリリース配信シェアNo.1｜PR TIMES (2021年7月15日). 2023年7月20日閲覧。
12. ↑  “タイミー、海外機関投資家を中心に総額53億円のシリーズD資金調達を実施”. プレスリリース・ニュースリリース配信シェアNo.1｜PR TIMES (2021年9月15日). 2023年7月20日閲覧。
13. ↑  “タイミーの運営するギグワーク研究所が、スポットワーク研究所へと名称変更”. プレスリリース・ニュースリリース配信シェアNo.1｜PR TIMES (2021年11月30日). 2023年7月20日閲覧。
14. ↑  “スキマバイトサービス「タイミー」 累計ワーカー数 300万人を突破”. プレスリリース・ニュースリリース配信シェアNo.1｜PR TIMES (2022年8月10日). 2023年7月20日閲覧。
15. ↑  “タイミー、群馬県と業務提携契約を締結”. プレスリリース・ニュースリリース配信シェアNo.1｜PR TIMES (2022年12月1日). 2023年7月20日閲覧。
16. ↑  INC, SANKEI DIGITAL (2023年7月20日). “タイミー、下呂市と業務提携に関する協定を締結”. 産経ニュース. 2023年7月20日閲覧。
17. ↑  “スキマバイトサービス「タイミー」 累計ワーカー数 500万人を突破”. プレスリリース・ニュースリリース配信シェアNo.1｜PR TIMES (2023年6月26日). 2023年7月20日閲覧。
18. ↑  “タイミー（Taimee）が「Timee」に表記変更。ロゴデザインも一新”. タイミー(Timee, Inc.) (2019年11月25日). 2023年7月20日閲覧。
19. ↑  “愛知県知事リコールへ向けた署名の偽造において弊社サービスが利用された可能性があることに関して（ご報告）”. プレスリリース・ニュースリリース配信シェアNo.1｜PR TIMES (2021年2月17日). 2023年7月20日閲覧。